# 고대 조지아어
고대 조지아어(ႤႬႠჂ ႵႠႰႧႭჃႪႨ, enay kartuli)는 5세기부터 입증된 조지아 군주국의 문어이다. 이 언어는 조지아 정교회의 전례 언어로 사용되고 있으며 대부분은 여전히 알아들을 수 있다. 구어체 고대 조지아어는 11세기에 중세 조지아어로 분류되는 언어로 자리를 옮겼고, 이는 다시 18세기에 현대 조지아어로 발전했다.

## 주기화
고대 조지아어에는 두 시기가 구별된다. 초기 고대 조지아어(5~8세기)와 고전 고대 조지아어(9~11세기)이다. 초기 고대 조지아어에는 Khanmet’i(ხანმეტი, 5~7세기)와 Haemet’i(ჰაემეტი, 7~8세기)라는 두 가지 방언이 있다. 이 방언은 동사 형태에서 2인칭 주어 접두사와 3인칭 목적어 접두사 kh- 또는 h-가 있기 때문에 그렇게 명명되었는데, 고전 고대 조지아어에는 h-, s- 또는 0이 있다.

## 텍스트
초기 고대 조지아어 텍스트의 코퍼스는 크기가 제한되어 있으며, 12개의 비문과 종교적 텍스트가 포함된 8개의 사본으로 구성되어 있다. 고전 고대 조지아어의 문헌은 철학 및 역사학 작품을 포함하여 범위가 더 넓다.

## 음운론
고대 조지아어에는 29개의 음소 자음과 5개의 음소 모음이 있었다. 모국어 철자는 모음 i의 모음 뒤에 있는 이중모음인 반모음 y를 구별한다.
이 표는 국가 음역 시스템(2002)의 자음을 보여준다. 이 시스템은 유기음은 표시하지 않고 성문음은 아포스트로피로 표시한다. 국제 음성 알파벳 동등어는 다를 경우 대괄호로 표시한다.
|                |            | 순음    | 치음/ 치경음 | 치음/ 치경음 | 치경구개음 | 연구개음 | 구개수음 | 성문음 |
| 기본           | 치찰음     | 순음    |              |              | 치경구개음 | 연구개음 | 구개수음 | 성문음 |
| -------------- | ---------- | ------- | ------------ | ------------ | ---------- | -------- | -------- | ------ |
| 파열음/ 파찰음 | 유기음     | p [pʰ]  | t [tʰ]       | ts [tsʰ]     | ch [tʃʰ]   | k [kʰ]   | q [qʰ]   |        |
| 파열음/ 파찰음 | 성문음화음 | p’ [pˀ] | t’ [tˀ]      | ts’ [tsˀ]    | ch’ [tʃˀ]  | k’ [kˀ]  | q’ [qˀ]  |        |
| 파열음/ 파찰음 | 유성음     | b       | d            | dz           | j [dʒ]     | g [ɡ]    | [ 4 ]    |        |
| 마찰음         | 무성음     |         |              | s            | sh [ʃ]     |          | kh [χ]   | h      |
| 마찰음         | 유성음     |         |              | z            | zh [ʒ]     |          | gh [ʁ]   |        |
| 비음           | 비음       | m       | n            |              |            |          |          |        |
| 전동음         | 전동음     |         | r            |              |            |          |          |        |
| 설측음         | 설측음     |         | l            |              |            |          |          |        |
| 반모음         | 반모음     | w       |              |              | y [j]      |          |          |        |

|        | 전설 | 중설 | 후설 |
| ------ | ---- | ---- | ---- |
| 고모음 | i    |      | u    |
| 중모음 | e    |      | o    |
| 저모음 |      | a    |      |

## 문자
고대 조지아어는 아솜타브룰리 "대문자" 또는 므르글로바니 "둥근"이라고 알려진 고유한 알파벳 문자로 작성되었다. 알파벳은 음소에 매우 가까워 음소와 문자소 사이에 훌륭한 "적합"을 보여준다. 그것은 분명히 그리스 알파벳을 모델로 하여 기본적으로 동일한 알파벳 순서를 보이고 비그리스 음소를 나타내는 문자가 끝에 모였다. 거의 모든 조지아 음소에 대한 문자 외에도 알파벳에는 조지아어에 없는 그리스 음소를 나타내는 세 개의 문자(ē, ü 및 ō)가 포함되어 있다. 대부분의 개별 문자는 완전히 독립적인 디자인인 것처럼 보이며 그리스어 대응 문자를 직접 기반으로 하는 문자는 몇 개뿐이다(그리스어 Φ Θ Χ [pʰ tʰ kʰ], Asomtavruli Ⴔ Ⴇ Ⴕ 참조).
| 그리스 문자  | Α | Β  | Γ | Δ | Ε | Ϝ   | Ζ  | Η  | Θ  | Ι  | Κ  | Λ   | Μ   | Ν  | (Ξ) | Ο | Π  | (Ϙ) | Ρ |
| 아솜타브룰리 | Ⴀ | Ⴁ  | Ⴂ | Ⴃ | Ⴄ | Ⴅ   | Ⴆ  | Ⴡ  | Ⴇ  | Ⴈ  | Ⴉ  | Ⴊ   | Ⴋ   | Ⴌ  | Ⴢ   | Ⴍ | Ⴎ  | Ⴏ   | Ⴐ |
| 로마자       | a | b  | g | d | e | v   | z  | ē  | t  | i  | k’ | l   | m   | n  | y   | o | p’ | zh  | r |
|              |   |    |   |   |   |     |    |    |    |    |    |     |     |    |     |   |    |     |   |
| 그리스 문자  | Σ | Τ  | Υ | Φ | Χ | (Ψ) | –  | –  | –  | –  | –  | –   | –   | –  | –   | – | –  | Ω   |   |
| 아솜타브룰리 | Ⴑ | Ⴒ  | Ⴣ | Ⴔ | Ⴕ | Ⴖ   | Ⴗ  | Ⴘ  | Ⴙ  | Ⴚ  | Ⴛ  | Ⴜ   | Ⴝ   | Ⴞ  | Ⴤ   | Ⴟ | Ⴠ  | Ⴥ   |   |
| 로마자       | s | t’ | ü | p | k | gh  | q’ | sh | ch | ts | dz | ts’ | ch’ | kh | q   | j | h  | ō   |   |